# Живновицкий, Максим Николаевич
Максим Николаевич Живновицкий (25 июля 1984, Хабаровск) — российский футболист, полузащитник, нападающий.
Футболом начал заниматься в семь лет в ДЮСШ СКА Хабаровск, тренер Владимир Иванович Шиндин. Обладатель Кубка России среди игроков 1984 г. р. (1997), лучший нападающий турнира.
На профессиональном уровне дебютировал 29 марта 2003 года в матче первого тура первого дивизиона в составе «СКА-Энергии» — в игре с командой «Волгарь-Газпром», проходившей в «Лужниках», забил единственный гол. В 2007 году, после прихода в клуб тренера Александра Корешкова, ушёл в аренду в благовещенский «Амур» во второй половине сезона. Следующие два сезона провёл в других командах второго дивизиона — «Чита» и «Сахалин». В 2010—2011 годах вновь играл за «СКА-Энергию». С 2012 года выступал в первенстве ПФЛ за «Смену» Комсомольск-на-Амуре, где завершил карьеру после сезона 2013/14.
Окончил факультет физической культуры и спорта, кафедра теории и методики футбола и хоккея ДВГАФК (2007).
Имеет 1 судейскую категорию.
С 2014 года — начальник отдела регионального Центра тестирования комплекса ГТО КГАУ «ЦСПСКХК». С 2019 — спортивный директор — главный тренер Центра футбольного мастерства «Техник».